# Euzebiusz Smolarek
Euzebiusz Smolarek (Łódź, 9. siječnja 1981.), je poljski bivši nogometaš.
Euzebiusz "Ebi" Smolarek igrao je u klubu Jagielloniji iz Białystoka i u poljskoj reprezentaciji.

### Igrački trofeji
Kup UEFA 2002.

## Vanjske poveznice
- Euzebiusz Smolarek - Službena stranica (90minut.pl)
- Euzebiusz Smolarek - Službena stranica (ebismolarek.com)